# William Joseph Trudel
William Joseph Trudel MAfr (* 21. April 1890 in Hegewisch, Illinois, USA; † 6. Oktober 1968) war ein US-amerikanischer römisch-katholischer Ordensgeistlicher und Apostolischer Vikar von Tabora.

## Leben
William Joseph Trudel trat der Ordensgemeinschaft der Weißen Väter bei und empfing am 29. Juni 1920 das Sakrament der Priesterweihe.
Am 25. April 1933 ernannte ihn Papst Pius XI. zum Titularbischof von Noba und zum Apostolischen Vikar von Tabora. Der Apostolische Delegat für die britischen Kolonien in Afrika, Erzbischof Arthur Hinsley, spendete ihm am 16. Juli desselben Jahres die Bischofsweihe; Mitkonsekratoren waren der Apostolische Vikar von Uganda, Joseph-Georges-Édouard Michaud MAfr, und der Apostolische Vikar von Mwanza, Anton Oomen MAfr.
William Joseph Trudel trat am 4. Februar 1949 als Apostolischer Vikar von Tabora zurück. Trudel nahm an der zweiten, dritten und vierten Sitzungsperiode des Zweiten Vatikanischen Konzils teil.